# Galiciaiak
A galiciaiak (galiciai nyelven galego) népcsoportja Spanyolország északnyugati részén él. Nyelvük egyike Spanyolország hivatalos nyelveinek, de szinte minden galiciai kétnyelvű és beszéli a spanyol nyelvet is. Az 1978-as spanyol alkotmány által létrehozott „Galiciai Autonóm Közösség” ((a) Comunidade Autónoma Galega) a lakhelye a legtöbb spanyolországi galiciainak, bár a világ számos országában élnek galiciai kivándorlók leszármazottai. Az autonóm közösséghez tartoznak a spanyol A Coruña, Lugo, Ourense és Pontevedra tartományok. Ezen kívül még Asztúria, Zamora és León tartományokban, illetve Portugália északi részén élnek még nagyobb számban galiciaiak.

## Történelmük

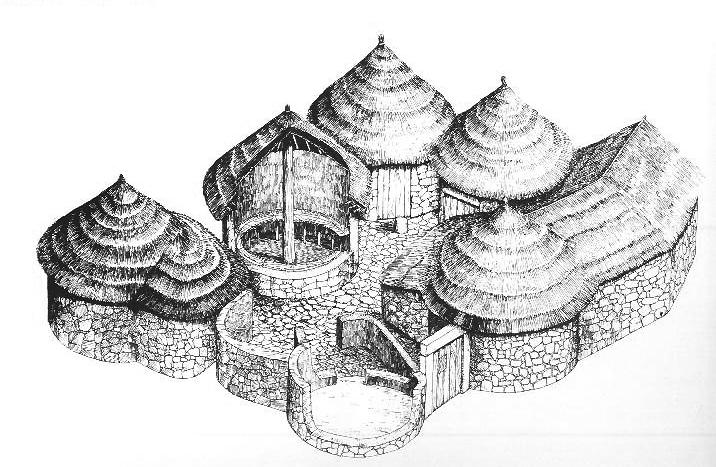
A castro kultúra egyik településének rekonstrukciója

Az Ibériai-félsziget északnyugati részén a késői bronzkor során alakult ki a castro kultúra (cultura castrexa galiciai nyelven), amelynek jellemzői a fallal körbekerített falvak és a dombok tetejére épített erődítmények (castros).

### A római hódítás alatt
A pun háborúk után a rómaiak nyugodtan be tudták fejezni Hispánia meghódítását. Kr.e. 137-ben a Douro folyó völgyében vívott csata során mért vereséget a Gallaeci törzsre a római konzul, Decimus Junius Brutus, aki ezután felvehette a Gallaicus nevet. A vereség után a rómaiak Gallaecia néven alapítottak provinciát, a galiciaiaknak pedig megengedték, hogy a római hadseregben szolgáljanak. Ellenállásukat csak a Kr. e. 26-19 között vívott kantábriai háborúk során sikerült csak teljesen elfojtani.
409-ben a római uralom összeomlott Galiciában, a térséget a szvévek foglalták el, akik megalapították a Galiciai Királyságot („Galliciense Regnum”).

### A szvév királyság

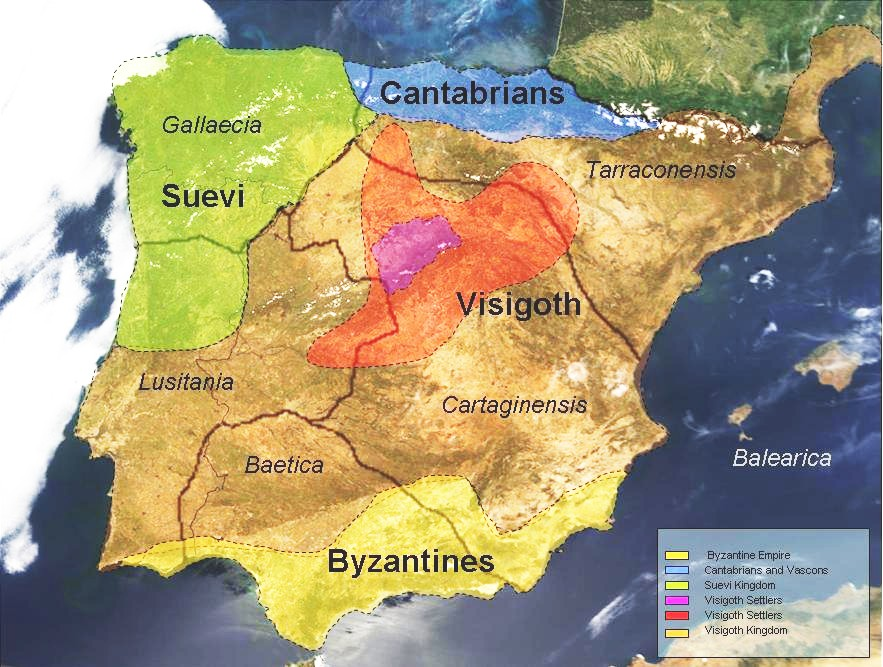
A szvév királyság a vizigótok hódítása előtt

A szvévek által alapított Galiciai Királyság volt az első állam, amelyet a népvándorlás során a Római Birodalomból kiváló területen hoztak létre. A 410-ben megalapított királyság Gallaecia és Lusitania északi részét uralta és 584-ig állt fenn. Kis mérete miatt sosem játszott olyan fontos szerepet, mint az osztrogótok királysága Itáliában vagy a vizigótok királysága a félsziget déli-délkeleti részén. 585-ben a királyságot a vizigótok hódították meg. A szvévek aránylag gyorsan felvették az itt lakó hispano-román kulturát és nyelvet, germán eredetű nyelvüknek nem sok nyoma maradt.

#### Brit telepesek

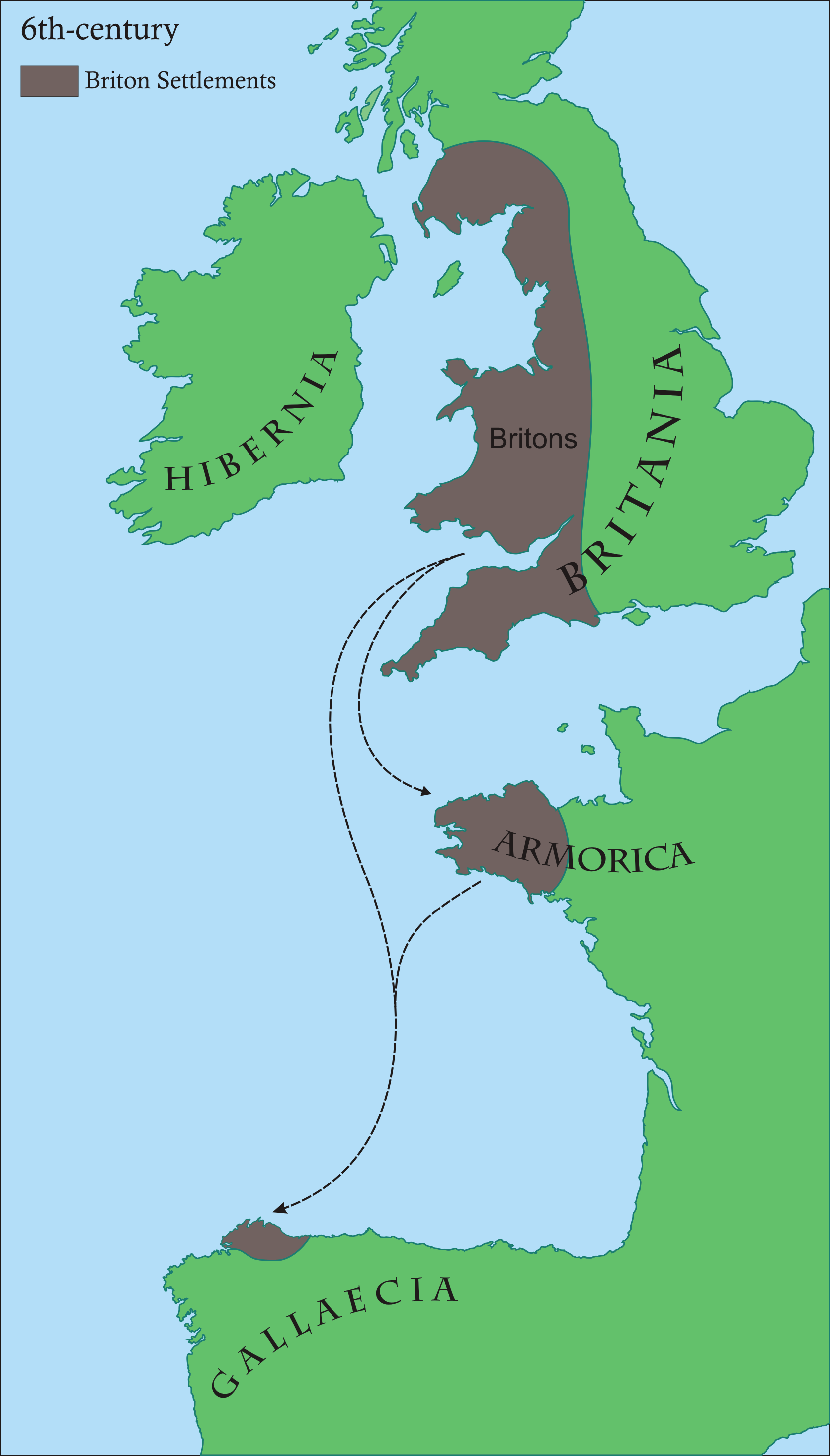
Galiciai brit bevándorlás

Az 5. század végén és a 6. század elején számos telepes érkezett Galicia területére a Brit-szigetekről, akik a part mentén számos települést hoztak létre. Történetükre leginkább egyházi források utalnak: 567-ben a brit telepesek saját püspökséget kaptak (ecclesia Brittaniensis), az első püspök a Mailoc nevet viselte. A püspökség egészen a 830-as évekig állhatott fenn, amikor a térséget feldúlták a vikingek.

### Vizigót hódítás
A szvév királyság 560 körül áttért a katolikus hitre. 570-ben a királyságot megtámadta a szomszédos vizigót király, Leovigild, aki az arianizmus híve volt. 572 és 574 között meghódította a Duero folyó völgyét. 575-ben rövid időre békét kötöttek, de 583-ban a szvév király támogatta Leovigild egyik fiának lázadását, mire utóbbi 585-ben Braga mellett vereséget mért Malaric királyra és elfoglalta a térséget.
A vizigótok 585 és 711 között uralták a térséget, de továbbra is fennmaradt a térség adminisztratív elkülönülése: az 589-es toledói zsinaton episcoporum totius Hispaniae, Galliae and Gallaetiae („egész Hispánia, Gallia és Galicia püspökei”) vettek részt.
701-ben keletről érkező pestisjárvány sújtotta a vizigót királyságot, amely a 8. század során gazdaságilag is meggyengült. 710-ben meghalt az utolsó vizigót király, Wittiza, akinek a fia, Roderic, erővel akarta elfoglalni apja trónját. Ellenfelei a Gibraltári-szoroson túlról muzulmán harcosokat hívtak segítségül, akik 711-ben vereséget mértek Rodericra és elfoglalták a királyságot.
Galicia muszlim megszállása nem tartott sokáig: 719-ben felkelés tört ki a hódítók ellen, akik nem bajlódtak a távoli, hegyes, jól védhető, de kevés értéket képviselő terület visszafoglalásával.

### Asztúriai és kasztíliai uralom

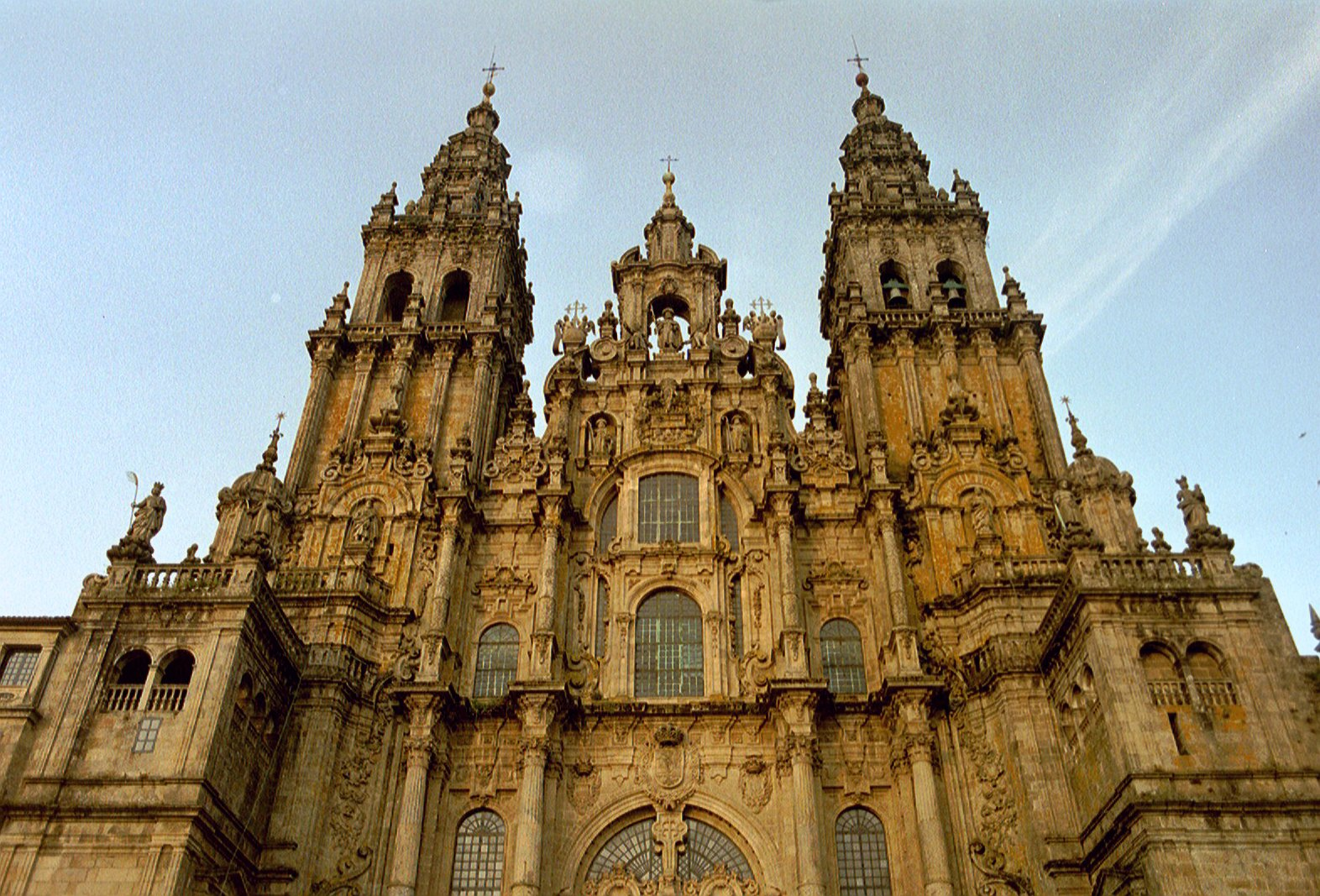
A katedrális Santiago de Compostela-ban

741-ben I. Alfonz asztúriai király, kihasználva a berber helyőrségek lázadását, elfoglalta Galiciát és a Duero folyótól északra egy néptelen ütközőzónát hozott létre a muzlim támadások ellen, Galiciát pedig a reconquista egyik fontos hátországává tette. A 9. század során terjedt el Idősebb Jakab apostol kultusza Compostela városából, az ide vezető út később a középkori Európa egyik legfontosabb zarándokútja lett.
A 8-10. század között Galiciában az asztúriai király hűbéreseinek számító grófok uralkodtak. 1063-ban I. Ferdinánd kasztíliai király Galiciát fiának, Garcíának adta, azonban 1072-ben a területet García bátyja, VI. Alfonz kasztíliai király visszafoglalta és ezután Galicia már a Kasztília és León királyság része maradt. A 13. században X. Alfon uralkodása alatt vezették be a kasztíliai nyelvet, mint a királyi udvar, a kormányzás és a hivatalnokok hivatalos nyelvét.
A 15. században dinasztikus viszály tört ki I. Izabella kasztíliai királynő és I. Johanna között, a küzdelemben a galiciai nemesség Johannát támogatta. Izabella győzelme után megkezdődött a „Doma y Castración del Reino de Galicia”, vagyis a „Galiciai királyság megszelídítése és kasztrálása”, egy erőteljes központosítási mozgalom. A galiciai nyelv lassú hanyatlásnak indult, a 16-18. században (Séculos Escuros, vagyis sötét évszázadok) írott formában szinte teljesen eltűnt.
1833-ban a spanyol királyság területét újjászervezték, létrehozták a központosított monarchiát és ez a névleg még független Galiciai Királyság végét jelentette. A regionális közigazgatást felszámolták és Galicia területén létrehozták a jelenleg is létező négy tartományt. Bár történelmét elismerték a „történelmi régió” elnevezéssel, a gyakorlatban ez nem sokat jelentett.

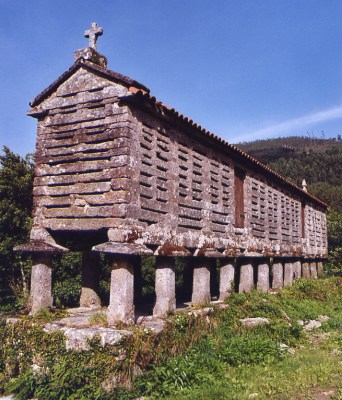
Egy jellegzetes hórreo (gabonatároló) A Coruña tartományban.

### Kulturális újjászületés
A 19. század második felében, egy rövid életű és sikertelen felkelés után kezdődött a galiciaiak kulturális újjászületése (Rexurdimento). A mozgalom elsősorban a galiciai nyelv feltámasztására és modernizálására irányult, Rosalía de Castro, Manuel Murguía, Manuel Leiras Pulpeiro és Eduardo Pondal munkásságán keresztül.
A mozgalom politikai irányvonala a 20. század elején bontakozott ki a katalán példára létre hozott Solidaridad Gallega (1907–1912) megalakulásával. 1916-tól működött az Irmandades da Fala, amely előbb kulturális, később pedig nacionalista mozgalom volt. Az Irmandades 1931-ben beolvadt a létrejövő Partido Galeguista nevű pártba.
Az 1931-ben kikiáltott spanyol köztársaság népszavazást rendezett Galicia önállóságáról és ennek eredményeként autonóm régió lett, de a spanyol polgárháború kitörése miatt ezt a gyakorlatba nem sikerült átültetni. Francisco Franco tábornok (aki szintén galiciai származású volt) diktatúrája alatt a galiciai nyelv vagy kultúra minden mozgalmát elfojtották. Az 1960-as évektől bevezetett gazdasági reformok sem javítottak Galicia helyzetén, a térséget a spanyol gazdaság nyersanyag- és energiaszükségleteinek kielégítésére használták. A gazdasági és környezeti problémák jelentős kivándorlási hullámot indítottak be, elsősorban Venezuela és Európa többi országa felé.

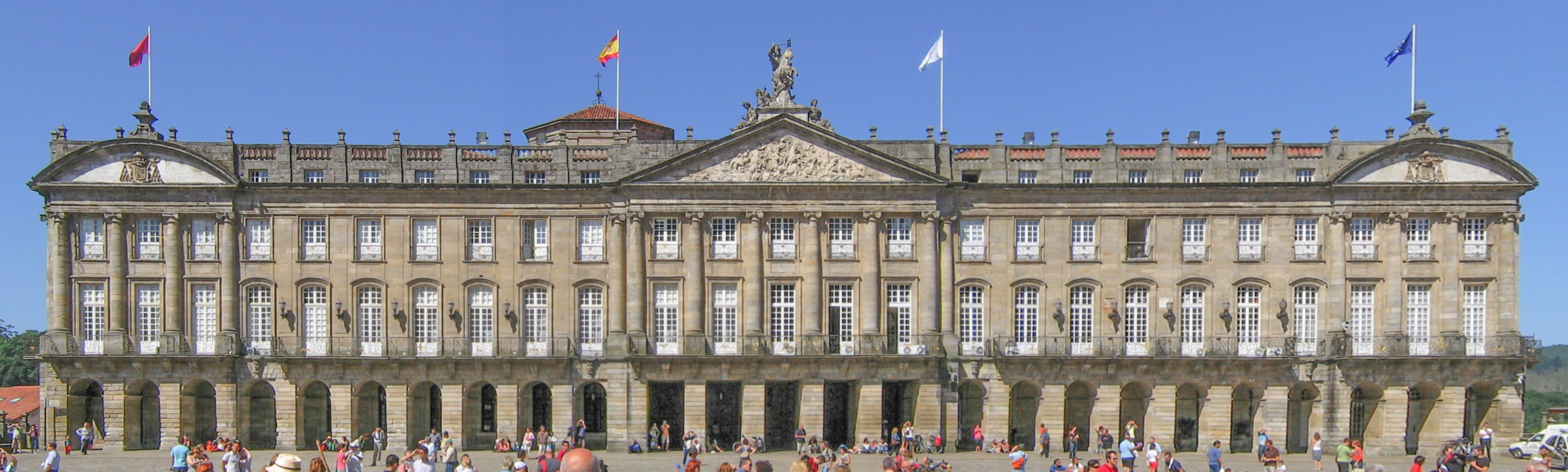
A Pazo de Raxoi palota, a galiciai regionális kormány, a Xunta de Galicia székhelye.

1981-ben Galicia visszanyerte autonóm térségi státuszát és megalakult a regionális kormány, a Xunta de Galicia. .

## Kultúrájuk

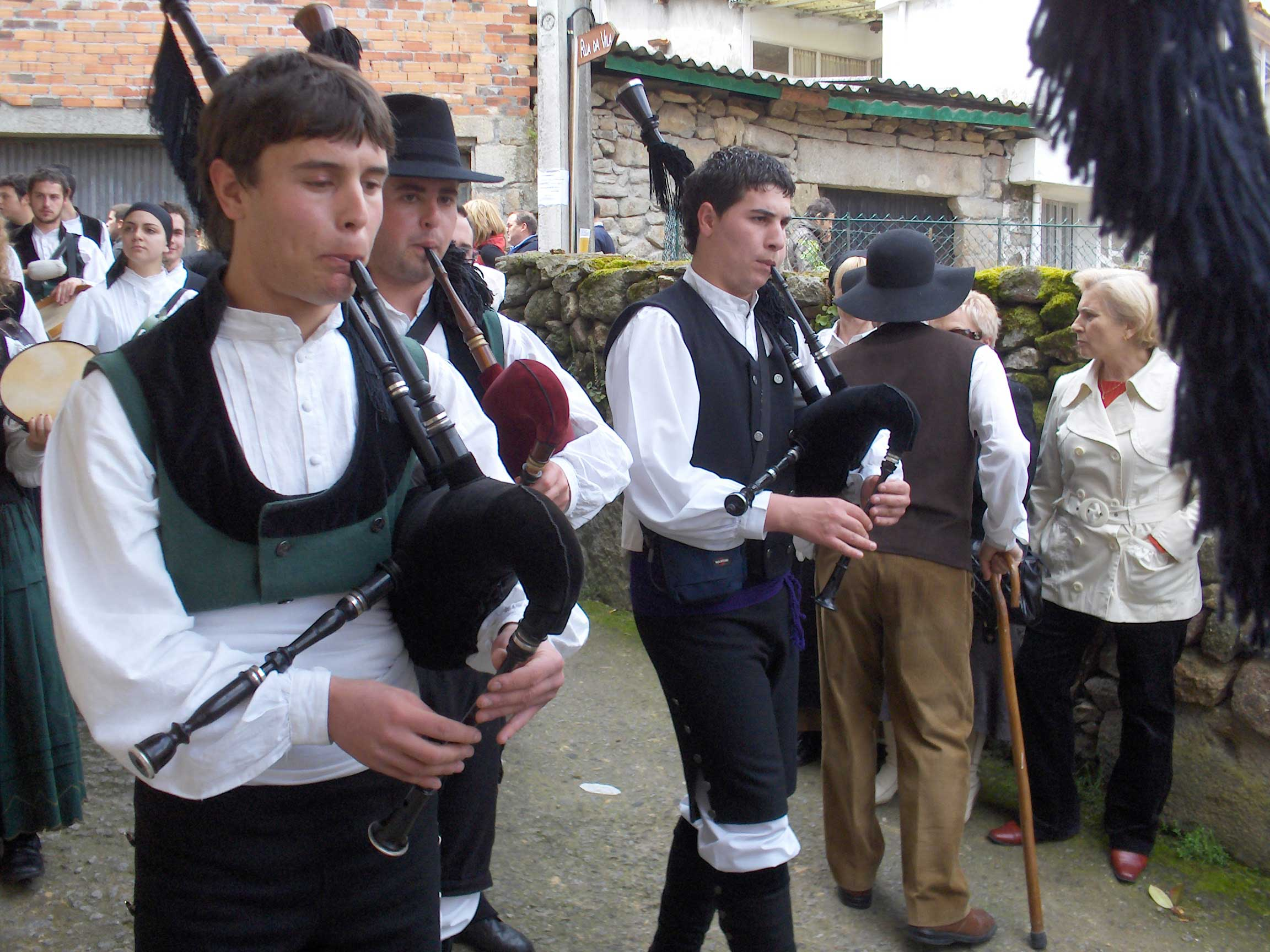
Galiciai népviseletbe öltözött dudások

### Hagyományok
Galiciában a megalitikus kultúrák számos emléke megtalálható, míg a galiciaiak kulturális hagyományai a térséget elfoglaló keltákig vezethetők vissza. A térségben kulturális jelentőségére utalnak a világörökségi helyszínek: Santiago de Compostela óvárosa, a Santiago de Compostelába vezető zarándokút, Lugo városfala, illetve Herkules tornya A Coruña-ban.

### Kivándorlás
A 19. és a 20. század során jelentős kivándorlási mozgalom indult meg Galiciából Spanyolország gazdagabb térségei, Portugália és Amerika felé. A baszk és katalán régióhoz képest Galicia gazdaságilag elmaradott térség volt, számottevő ipar nélkül. A mezőgazdasági szektor is jelentősen lemaradt, elsősorban az elaprózódott birtokok (minifundios) és az elavult módszerek miatt. 1900 és 1981 között becslések szerint 825 000 fő emigrált. Az emigránsok egyik célpontja Dél-Amerika volt, napjainkban a második legnagyobb galiciai településnek Buenos Airest hívják, és Argentínában a spanyol emberek általános elnevezése a gallegos. A Franco-diktatúra alatt a kivándorlás elsődleges célpontja Franciaország, Svájc, Németország és az Egyesült Királyság volt.

### Galiciai konyha

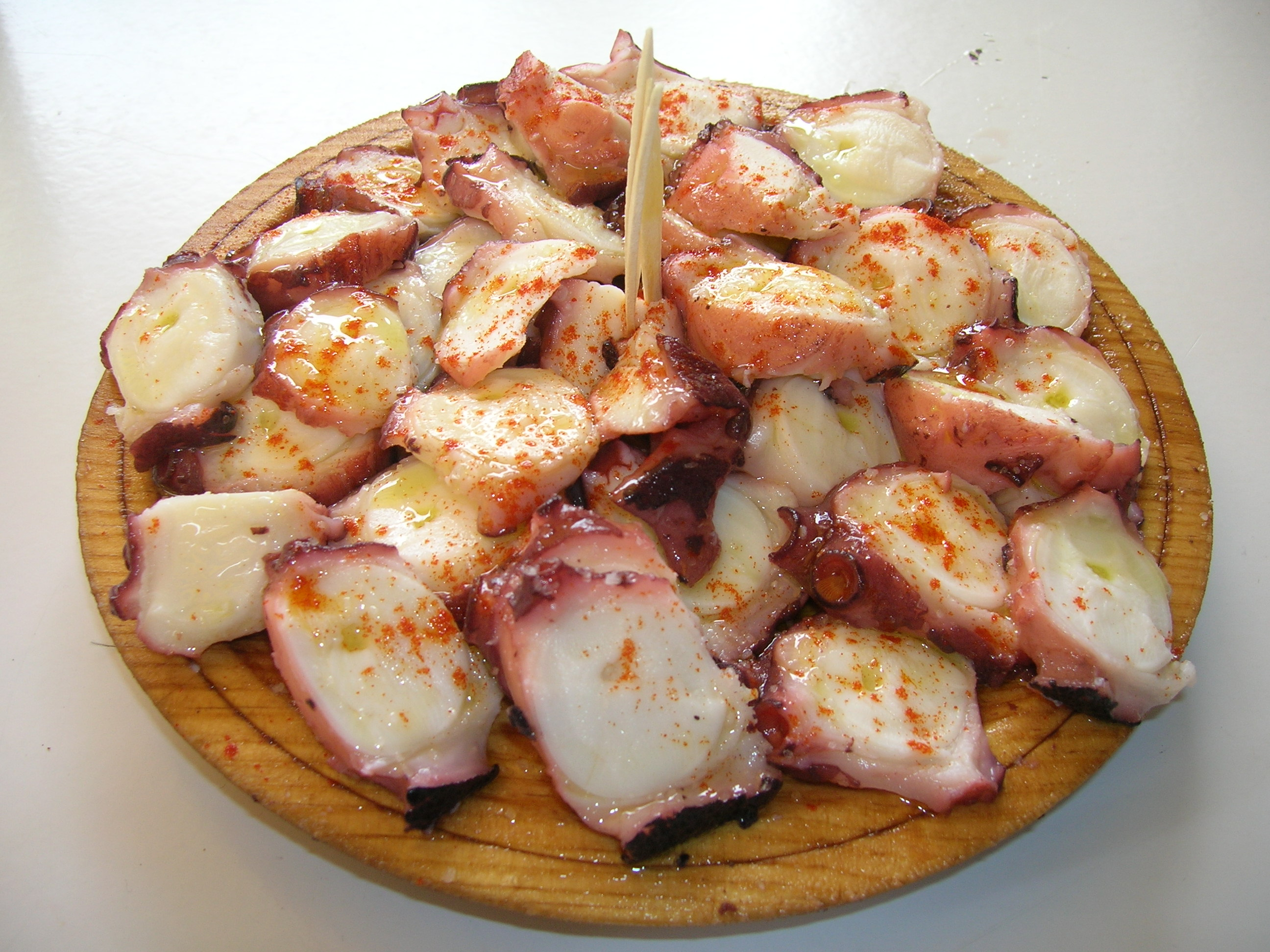
Polbo á feira

A galiciai konyha különlegességét az itt található alapanyagok adják, elsősorban az Atlanti-óceánból kifogott halak és kagylók, a térségben nevelt disznók húsából készült ételek (chourizos, zorza, botelo, androlla), a Tarta de Santiago, polbo á feira (polipból készült étel), a queixo de tetilla sajt, a ribeiro és albariño borok, illetve az orujo nevű törkölypárlat.

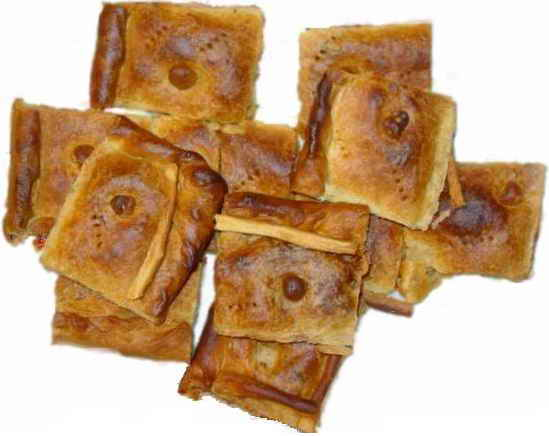
Empanada

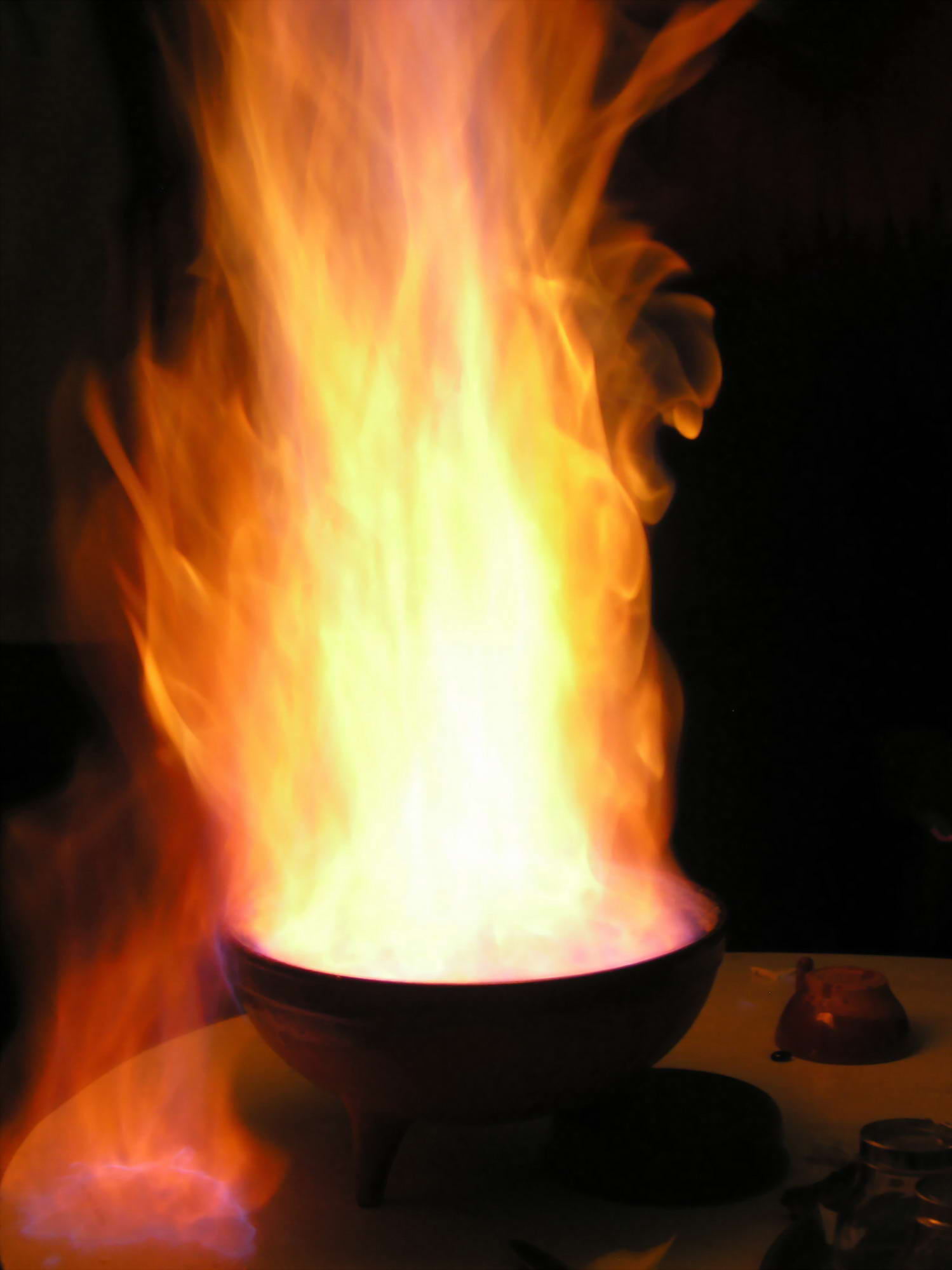
Queimada

A 18. században terjedt el a krumpli termesztése, amely ma a galiciai konyha egyik alapanyaga, ezt megelőzően gesztenyét használtak számos ételben, mint pl. a caldo galego-ban (galiciai zöldségleves). Érdekes, hogy a galiciai konyha szinte egyáltalán nem használ gombát.

### Galiciai nyelv
A galiciai nyelv (galego vagy lingua galega) újlatin nyelvváltozat. Legközelebbi rokona a portugál, annak archaikus vonásokat őrző változata. Mindkét nyelv az Ibériai-félsziget északnyugati csücskében kialakult latin nyelvjárások folytatásából, a gallegoportugál vagy óportugál nyelvtől vált le a 14. században. A rekonquista során a nyelv délre terjedt, a déli nyelvváltozatok sztenderdizálásából a portugál, északon pedig a galiciai alakult ki.

## Híresebb galiciaiak
- Francisco Franco – gallego származású volt, de sosem támogatta a népcsoportot, sőt az elnyomására törekedett
- Louis de Funès – anyai ágról galiciai származású
- Eduardo Fajardo – színész, leginkább az olasz spagettiwesternekben nyújtott alakításai miatt híres
- Iago Aspas labdarúgó
- Charlie Sheen Golden Globe-díjas Színész